# Văleni (Baia de Criș), Hunedoara
Văleni (maghiară Buha) este un sat în comuna Baia de Criș din județul Hunedoara, Transilvania, România.

## Galerie

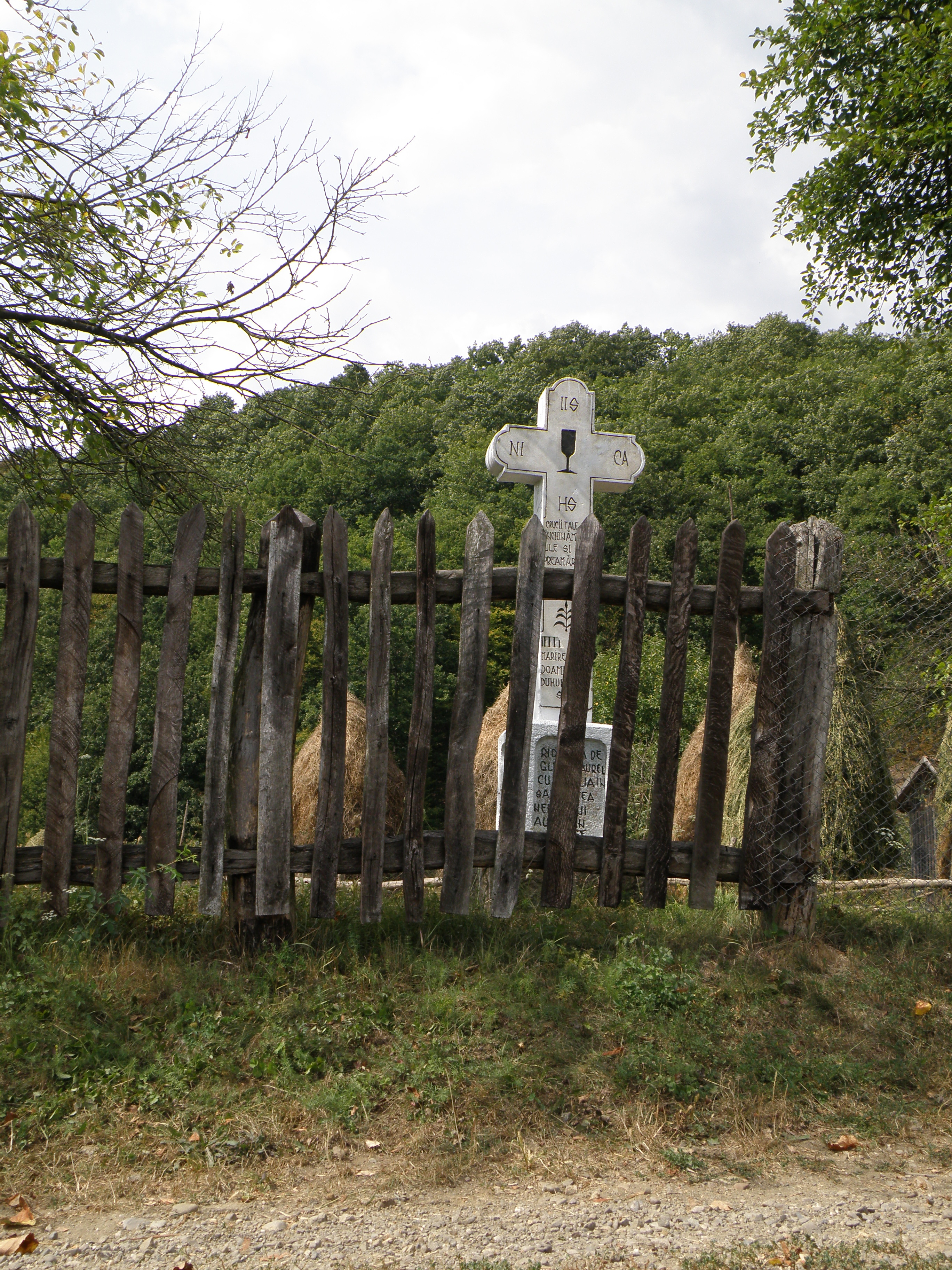
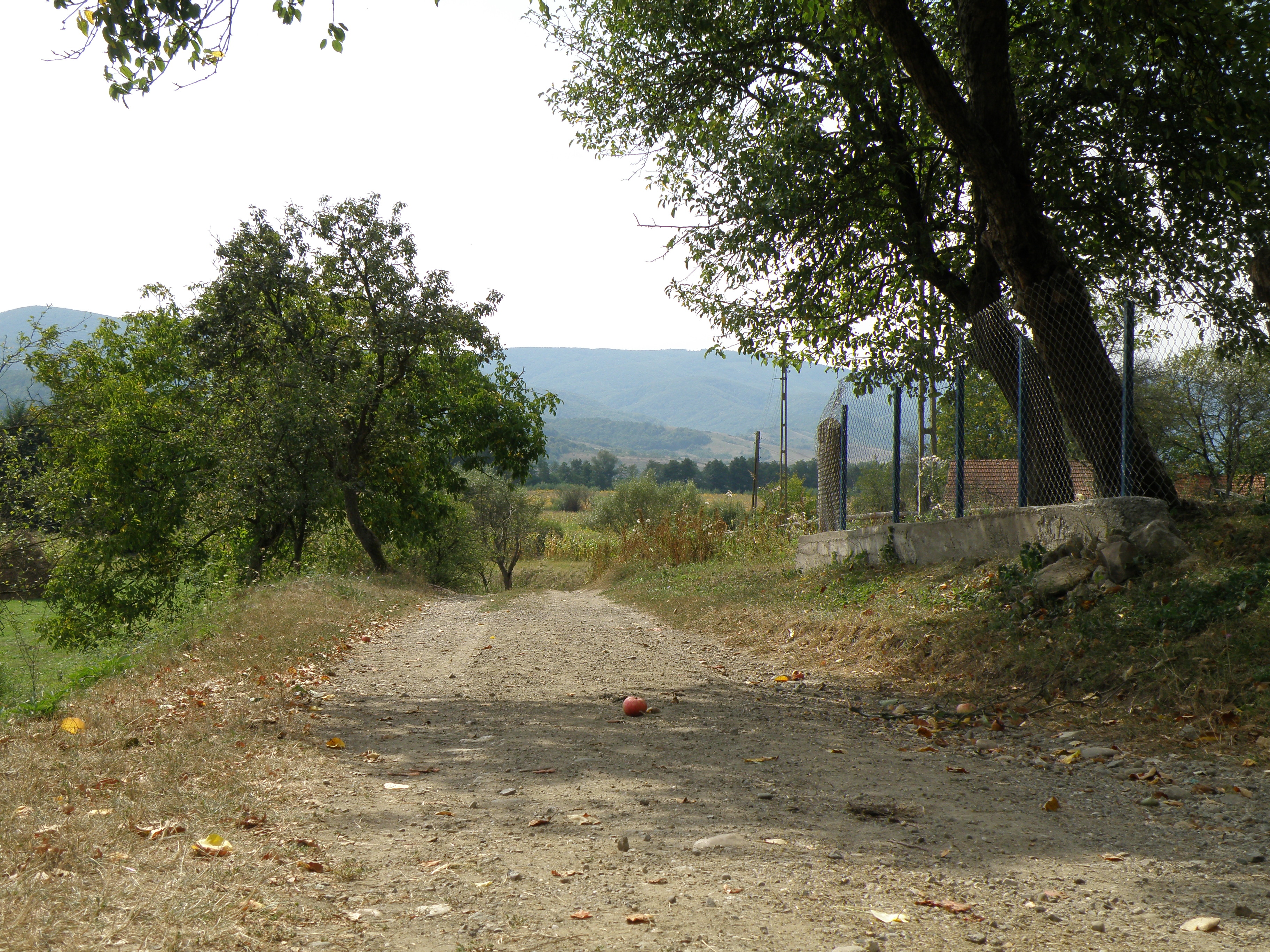
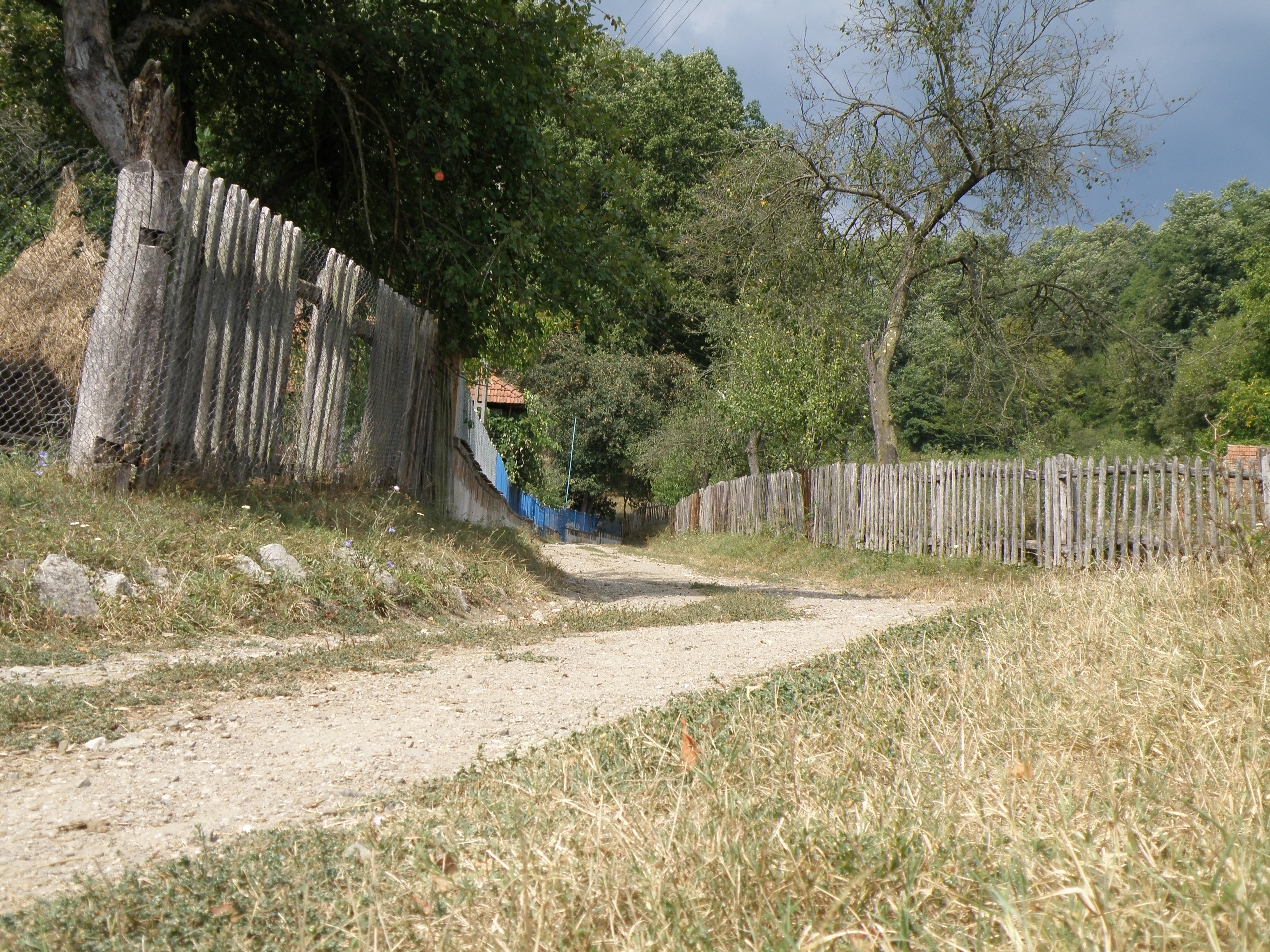
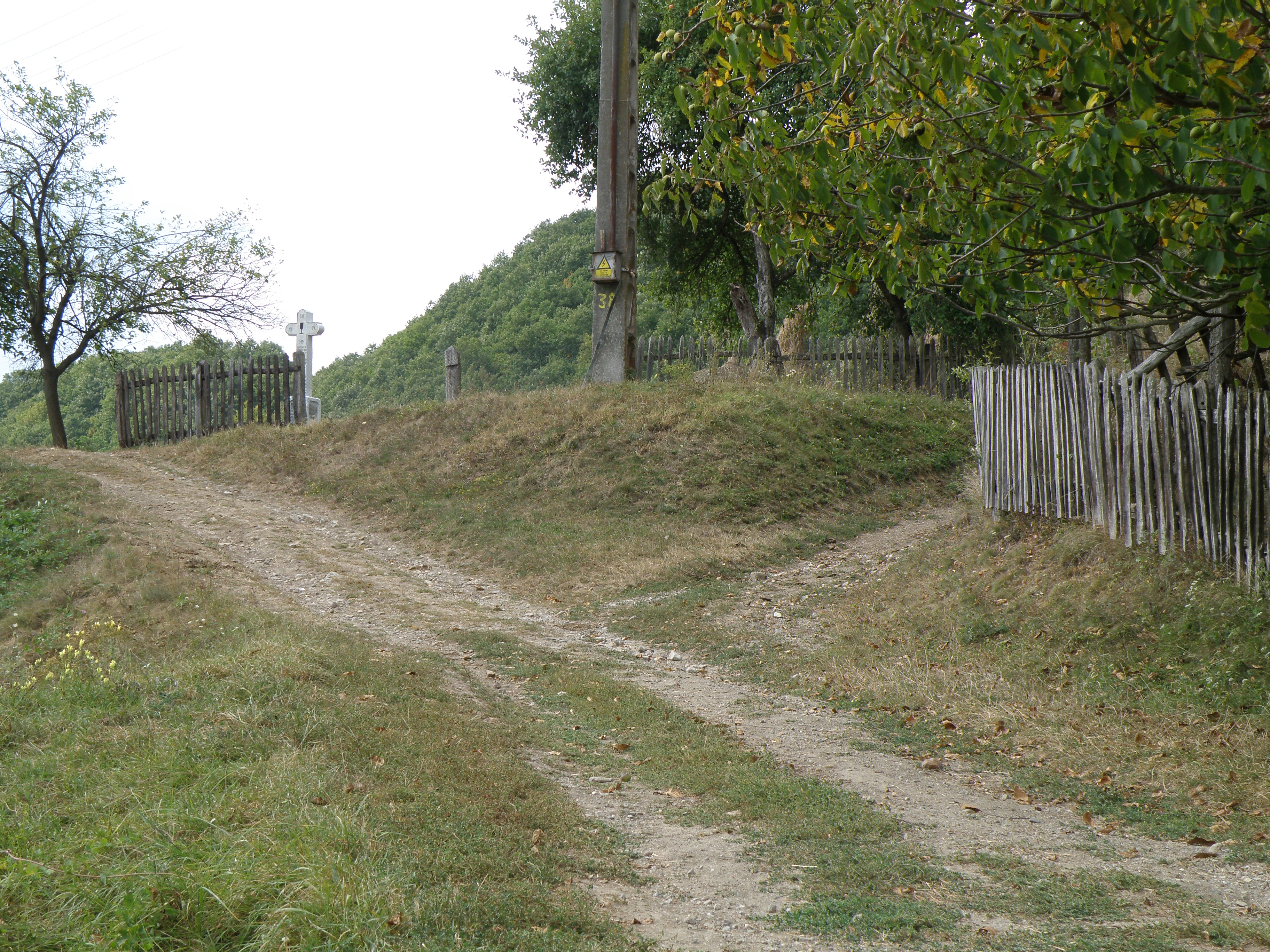